# Skrymir

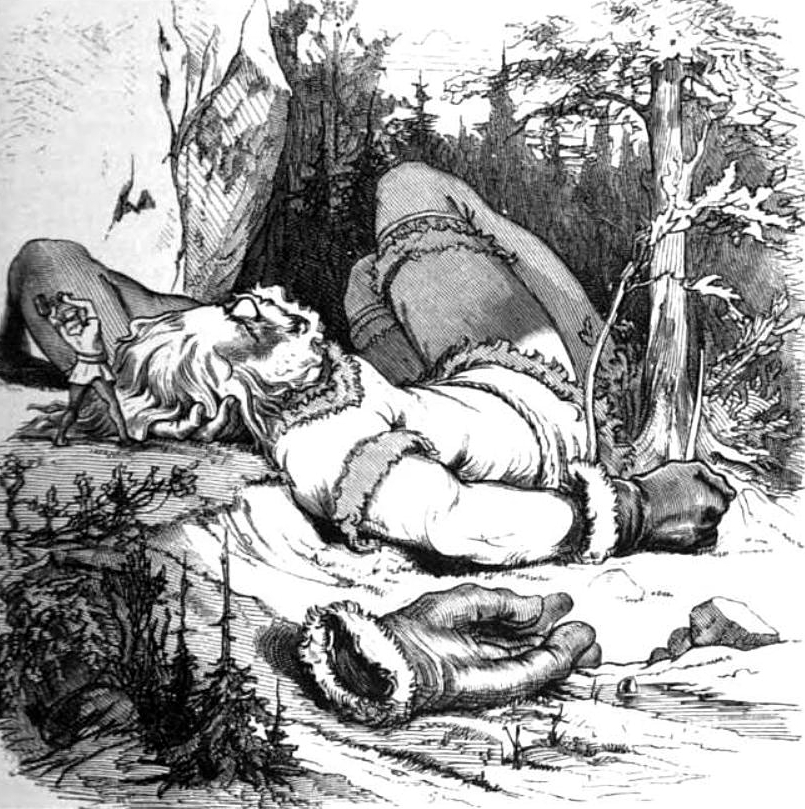
Thor schlägt Skrymir – Wägner, Wilhelm. 1882

Skrymir („Großsprecher“) ist in der nordischen Mythologie ein Riese und identisch mit Utgardloki.
In der Gylfaginning treffen, im Mythos von der Reise nach Utgard, der Ase Thor mit seinen Begleitern Loki, Thialfi und Röskwa in einem großen Wald auf Skrymir. Sie wandern gemeinsam, aber Skrymir narrt Thor, indem er das Bündel mit der Nahrung derart verschnürt, dass Thor nicht in der Lage ist dieses zu öffnen. 
Darüber erbost schlägt Thor mit Mjöllnir dem schlafenden Riesen aufs Haupt. Der erwacht und fragt, ob ihm ein Blatt auf den Kopf gefallen sei. Nachdem Skrymir wieder eingeschlafen ist, schlägt Thor gegen Mitternacht derart stark auf dessen Kopf, dass das Hammerende tief eindrang. Skrymir erwacht wiederum und fragt, ob nunmehr eine Eichel auf seinen Kopf gefallen sei. Als Thor zum dritten Mal, kurz vor Morgengrauen, auf den Kopf des Riesen schlägt, dringt der Hammer bis zum Schaft ein. Da richtete Skrymir sich auf und fragte, ob Vögel über ihm auf dem Baume säßen. Es käme ihm so vor, als fiele ihm von den Ästen irgendein Abfall auf den Kopf. Anschließend verlässt Skrymir die Gruppe.
Nach den verlorenen Wetten mit Utgardloki offenbart dieser Thor, dass er sich als Skrymir verstellt habe. Thor konnte das Bündel mit den Nahrungsvorräten nicht öffnen, weil Skrymir dieses mit Eisenbändern versehen habe. Vor Thors Hammerhiebe habe er Berge gehalten, die den Blicken Thors verborgen waren und in die dann große Täler geschlagen wurden. Er offenbart ihm, dass selbst der erste und schwächste dieser Schläge sein Tod geworden wäre. Anschließend verbirgt er sich und seine Burg durch Trug und Blendwerk vor Thor und dessen Rache.